# Tekmovalnost
Tekmovalnost (s tujko kompetitivnost, iz latinske fraze »com-petere« – prizadevati si skupaj z nekom drugim«  je osebnostna lastnost. Enotne definicije za pojem tekmovalnosti s psihološkega vidika ni, saj je za to potrebnih več znanstvenih raziskav in ugotovitev, ki bi lahko kljub kompleksnosti tekmovanja in pomenu za napredovanje posameznika podale definicijo tekmovanja za posamezno področje (Kobal Grum, 2008) . Mnogi avtorji so skušali definirati pojem tekmovalnosti za posamezno področje in ugotoviti stopnjo ali indeks posameznikove tekmovalnosti, a je tekmovalnost potrebno raziskati in definirati interdisciplinarno.

## Različne opredelitve tekmovalnosti
Pojem tekmovalnosti zajema različne psihološke značilnosti posameznika, ki izvirajo pri posamezniku iz določene stopnje dominacije motiva..
Lahko rečemo, da je tekmovalnosti toliko, kolikor je motivov, nekateri izmed teh so :
- zmagovalni motiv (značilna želja in prizadevanje posameznika, da zmaga in izloči drugega)
- motiv preizkušanja lastnih sposobnosti
- motiv biti boljši od drugih
- motiv doseganja kriterija odličnosti
- motiv narediti nekaj najboljše in posledično napredovati.

Smither in Houston (1992, v: Kobal Grum, 2008)sta tekmovalnost opredelila kot latentno dimezijo, ki se kaže v socialnih situacijah, v katerih potekajo dalj časa trajajoče interakcije med ljudmi.. Za tekmovalnost pa postane ključna posameznikova motivacija, da doseže boljši rezultat od drugih, da premaga nasprotnika oz. doseže svoj cilj, torej je ta potreba po dosežkih najmočnejši tekmovalni motiv.  Tekmovanje je socialna situacija, ki sestoji iz tekmovalčevih nasprotujočih si ciljev (Deutsch, 1949, v: Kobal Grum, 2008). Za tekmovalno situacijo je značilno, da si v želji po doseganju želenih ciljev del tekmovalcev nenehno prizadeva, da bi druge premagali ter izključili (Stockdale, Galajs, Wohins, 1983, v: Kobal Grum, 2008). Drug vidik tekmovalnosti, ki ga navajata              
Riskkin in Wilson (1982, v: Kobal Grum, 2008) pa je doživljanje zadovoljstva v tekmovalni situaciji, ki pri osebi deluje kot motiv, da naredi nekaj boljše od drugih.
Nasprotnega mnenja pa je Alfie Kohn, ki v enem svojih del No Contest: The Case Against Competition, govori o tekmovalnosti, kot nečemu kar vzbuja strah, zakrčenost (polinkam) in manjšo delovno učinkovitost . Kohn  je na primeru šolskega okolja raziskoval učinke tekmovalnega okolja. Namreč, ko se primerjamo z nekom in na osnovi tega vrednotimo sebe ter gradimo občutek lastne vrednosti, smo v samo tekmovalnost že ujeti. Tekmovalnost je odvisnost od zunanjih potrditev. Človek je toliko uspešnejši, kolikor manj je tekmovalen. Avtor Kohn se sprašuje ali je tekmovanje del človekove narave? Knjiga No Contest, ki je od leta 1986 dalje razvnemala polemike, temelji na kritiki pojma tekmovalnosti. Alfie Kohn je skozi številne študije zgovorno in nazorno trdil in zagovarjal, da nas medsebojni boj za zmago - v šoli, na delovnem mestu, med igro, doma- vse obrne v poražence. V nasprotju z miti o naši vrojenosti tekmovalnosti, Kohn govori o tem, da tekmovanje ni neizbežen del človekove narave, saj nas ne motivira, da bi postali boljši, kvečjemu sta šolsko in delovno okolje v težavah, ker je namesto odličnosti glavna vrednota biti tekmovalen. Delo No Case je primer, kjer je razloženo, kako je pojem »zdrava tekmovalnost« protisloven, ker je vsaka delitev oz. razporeditev na situacijo zmage in poraza, nezaželena, saj bomo morali prestrukturirati naše institucije v korist sebe, naših otrok in naše družbe  Nasproti pojmu tekmovanja, tekmovalnosti pa se pojavi pojem kooperativnosti.

## Kooperativnost
Tekmovalnost je intencionalna (duševna poteza posameznika, ki ga motrimo z individualnega vidika) in strukturna,  pojem kooperativnost pa mu je nasproten (Kobal Grum idr., 2004). V SSKJ (2014) besedo  kooperativen (kooperatíven  -vna -o prid. (ȋ)) razlagajo kot zadružen. Pojem kooperativnost oz. sodelovanje omenjam, ker si Alfie Kohn (1992, str. 46) zastavlja vprašanje, ali smo bistveno bolj produktivni v tekmovalni situaciji, v primerjavi z ostalimi situacijami.  Beseda kooperacija se namreč nanaša na dogovor, da to ni zgolj netekmovalna situacija, ampak za dosego skupnega cilja od nas zahteva sodelovanje. Strukturna kooperativnost pomeni, da moramo uskladiti svoja prizadevanja, ker posameznik uspe, če vsi skupaj uspejo in obratno (Kohn, 1992, str. 6). Pojem kooperacija velikokrat  povezujemo z nejasnim idealizmom ali pa ga v najboljšem vidimo kot izvedljivega le v določenih situacijah. Razlog za to je lahko v tem, da se pojem kooperativnost meša s pojmom altruizem. Ne drži trditev, da je tekmovalna situacija uspešnejša zaradi težnje po doseganju prvega mesta, medtem ko si v situaciji kooperacije želimo le pomagati en drugemu. Kooperativnost je iznajdljiva in zelo uspešna strategija, pragmatična izbira, ki v primerjavi s tekmovalnostjo, učinkoviteje pripomore k opravljeni nalogi, bodisi v službi ali šoli. Kooperativnost služi tudi ustvarjanju  temeljev prijetnih in zahtevnih iger, ki ne zahtevajo od nas tekmovalnega vedenja(Kohn, 1992, str. 7).

## Hipertekmovalnost
Avtor Ryckman v svojem delu Teorije osebnosti (v angl. Theories of Personality) omenja dve vrsti tekmovalnosti, pri tem pa izhaja iz dognanj psihoanalitičarke Karen Horney. Hipertekmovalnost  je v veliki meri del nevrotične tekmovalnosti  in predstavlja nekritično, nepremišljeno željo po tekmovalnosti in zmagi, pri tem pa se posameznik trudi ne izgubiti, za ceno ohranjanja in izboljšanja čustev lastne vrednosti (Horney, 1937, str. 188-206, v: Ryckman, 2012). Hipertekmovalen posameznik skrbi zase, pri tem pa uporablja tehnike manipulacije, izkoriščanja (Kobal Grum, 2008). Moderna kultura je osnovana na načelu individualnega tekmovanja, pri čemer se posameznik bori s preostalimi posamezniki v skupini, ob tem jih mora prekositi in poleg tega jim mora še zaupati. Na osnovi raziskovanj Horneyeve, Ryckman omenja, da so hipertekmovalni posamezniki odraščali v družinah, v katerih so jih njihovi starši verbalno in fizično zlorabljali. Posledice so se kazale v posameznikovih nezavednih občutkih nemoči in nepomembnosti. Da bi hipertekmovalni posamezniki premostili lastno dojemanje sebe kot pomanjkljive, podrejene in manjvredne, s spremljajočimi občutki anksioznosti, so začeli sanjariti o doseganju uspeha in socialne moči. Hipertekmovalen posameznik visoko vrednoti dosežke, hedonizem, socialno moč in stimulacijo, ob vsem tem pa je nagnjen k egocentričnosti (Kobal Grum, 2008). Posameznik (lahko tudi skupina) se počuti superioren, ob tem, ko nekoga premaga in izloči, kajti tekmuje tudi v situacijah, ki niso tekmovalne narave.

## Izogibanje tekmovalnosti
Je potreba posameznika, da preveri svojo brezobzirno konkurenčno ambicijo, zaradi pretiranega strahu pred izgubo naklonjenosti in odobritve drugih. Ryckman (2012) navaja, da je Horneyeva, menila, da so posamezniki, ki se izogibajo tekmovanju, to zavestno tudi počeli, a so podzavestno še vedno  bili intenzivno in neracionalno tekmovalni. Zaradi strahu pred izgubo odobravanja in naklonjenosti drugih do njih, svojo hipertekmovalnost potlačijo in zatrejo intenzivne občutke tekmovalnosti.

## Tekmovalnost kot osebnostna rast
Niso pa vse oblike tekmovalnosti negativne in slabe. Horney (1950, str. 18, v: Ryckman, 2012) je predvidevala, da naj bi se vsak posameznik rodil z določenimi potenciali, ki so lahko realizirani  v okolju ugodnih družinskih razmer. Tekmovalnost kot osebnostna rast pomeni motiv, pri katerem ni glavni poudarek na zmagi, temveč izkušnje v tekmovalnih situacijah posamezniku omogočajo lasten osebnostni razvoj (Kobal Grum, 2008). Tekom lastnega osebnostnega razvoja je pozoren na prvine samorazvoja, odkriva samega sebe in tudi svoje potenciale ter je stalno kritičen do lastnega razvoja(Kobal Grum, 2008).